# Olaf Barda
Olaf Barda (ur. 17 sierpnia 1909 jako Olaf M. Olsen, zm. 2 maja 1971) – norweski szachista, mistrz międzynarodowy od 1952, arcymistrz w grze korespondencyjnej od 1953 roku.

## Kariera szachowa
W 1930 r. reprezentował Norwegię na rozegranej w Hamburgu szachowej olimpiadzie, w tym również roku zdobył swój pierwszy tytuł indywidualnego mistrza kraju. W czasie swojej kariery złote medale mistrzostw Norwegii zdobył jeszcze pięciokrotnie, w latach 1947, 1948, 1952, 1953 i 1957. W 1956 r. po raz drugi wystąpił na olimpiadzie, rozegranej w Moskwie.
Dwukrotnie (Helsinki 1947 i Mariańskie Łaźnie 1951) startował w turniejach strefowych (eliminacjach mistrzostw świata). Największy sukces w grze klasycznej odniósł na arenie międzynarodowej w 1959 r. w Jönköping, gdzie podzielił I m. wspólnie z Aleksandrem Kotowem, przed Wiaczesławem Ragozinem.
W 1952 r. został pierwszym norweskim szachistą, któremu Międzynarodowa Federacja Szachowa przyznała tytuł mistrza międzynarodowego. Był również pierwszym norweskim arcymistrzem w szachach korespondencyjnych (tytuł otrzymał w 1953 roku). W tej odmianie szachów odniósł znaczące sukcesy, z których jednym z największych było IV miejsce w I finale indywidualnych mistrzostw świata, rozegranym w latach 1950–1953.
Barda był autorem wydanego w 1943 r. w Oslo podręcznika Sjakk!, prowadził także szachową rubrykę w dzienniku Dagbladet.
Według systemu Chessmetrics, najwyższy ranking osiągnął w styczniu 1950 r., z wynikiem 2542 punktów zajmował wówczas 94. miejsce na świecie.